# Lee Yoo-young
Lee Yoo-young (en hangul, 이유영; n. 8 de diciembre de 1989) es una actriz surcoreana.

## Carrera
Debutó en el cine con La última primavera (2014) con el papel de Min-kyung, una joven que trabaja como modelo para un escultor, por el cual ganó el premio a Mejor Actriz en el 14.º Festival de Cine Internacional de Milán, y se convirtió así en la primera actriz surcoreana en recibir ese honor.
En 2016 protagonizó la película Lo tuyo y tú del director Hong Sang-soo con el papel de Min-jeong, una joven que desaparece después de una pelea con su pareja. La propia actriz señaló que este papel supuso una inflexión en su carrera.
En 2018 protagonizó la serie Your Honor (también conocida como Dear Judge), con el papel de una joven que está haciendo prácticas para la carrera judicial.
En enero de 2019 se anunció que se había unido al elenco principal de la serie My Fellow Citizens!, donde interpretó el personaje de Kim Mi-young, una detective de policía que se casa con un estafador. La serie se emitió entre abril y mayo de ese mismo año.
El 12 de octubre de 2019 se unió al elenco principal de la serie The Lies Within (también conocida como "Everyone’s Lies"), donde dio vida a Kim Seo-hee, una mujer que parece elegante pero que en realidad es considerada como una decepción en su familia por no cumplir con los estándares establecidos por su hermana mayor quien es perfecta en todo, sin embargo cuando su padre muere y su esposo desaparece, entra a la Asamblea Nacional para descubrir la verdad, hasta el final de la serie el 1 de diciembre del mismo año.
El 14 de agosto de 2020 se unió al elenco principal de la serie The Prayer en SF8. 
En agosto de 2021 se anunció que se había unido al elenco principal de la serie Insider, donde interpretará a Oh Soo-yeon, una empresaria clandestina y una figura que influye fuertemente en los negocios con conexiones y dinero. Se espera que la serie sea estrenada en el año 2022.

## Filmografía

### Series de televisión
| Año  | Título                             | Rol                         | Red          | Notas         |
| ---- | ---------------------------------- | --------------------------- | ------------ | ------------- |
| 2016 | Clocking Out                       | Mae-goo                     | NAVER tvcast |               |
| 2017 | Tunnel                             | Shin Jae-yi                 | OCN          | [ 14 ]        |
| 2018 | Drama Special: You Drive Me Crazy! | Eun-sung                    | MBC          | [ 15 ]        |
| 2018 | Dear Judge                         | Song So-eun                 | SBS          | [ 16 ]        |
| 2019 | My Fellow Citizens!'               | Kim Mi-young                | KBS2         | [ 8 ]         |
| 2019 | The Lies Within                    | Kim Seo-hee                 | OCN          |               |
| 2020 | SF8: The Prayer                    | Gan Ho-joong / Yeon Jong-in | MBC          | [ 17 ]        |
| 2020 | Drama Special - "Traces of Love"   | Lee Joo-young               | KBS          | [ 18 ] [ 19 ] |
| 2021 | Dr. Brain                          | Jung Jae-yi                 | Apple TV+    |               |
| 2022 | Insider                            | Oh Soo-yeon                 | JTBC         | [ 20 ] [ 21 ] |
| 2024 | Dare to Love Me                    | Kim Hong-do                 | KBS2         | [ 22 ] [ 23 ] |

### Cine
| Año  | Título                          | Rol                      | Notas              | Ref.          |
| ---- | ------------------------------- | ------------------------ | ------------------ | ------------- |
| 2012 | A Flowers Does Not Wilt, But... | Soo-young                | Cortometraje       |               |
| 2013 | Men                             |                          | Cortometraje       |               |
| 2013 | Hide and Seek                   | Empleada de la cafetería | Papel secundario   |               |
| 2014 | The Lunch Date                  |                          | Cortometraje       | [ 24 ]        |
| 2014 | La última primavera             | Lee Min-kyung            |                    | [ 25 ]        |
| 2015 | The Treacherous                 | Seoljungmae              |                    | [ 26 ]        |
| 2015 | Fatal Intuition                 | Si-eun                   |                    | [ 27 ]        |
| 2015 | A Lonely Bird                   |                          | Cortometraje       |               |
| 2016 | Lo tuyo y tú                    | Min-jeong                |                    | [ 28 ]        |
| 2016 | Mr. Cowper                      | In-ae                    | Cortometraje       |               |
| 2018 | Wonderful Life                  | Hyeon-ji                 |                    | [ 29 ]        |
| 2018 | Her Story                       | Ryu Seon-yeong           | Aparición especial | [ 30 ]        |
| 2018 | Marionette                      | Han Seo-rin              |                    | [ 31 ] [ 32 ] |
| 2018 | Grass                           | Soon Yeong               | Aparición especial | [ 5 ]         |
| 2018 | The Soul-Mate                   | Hyeon-ji                 |                    | [ 33 ]        |
| 2019 | Jo Pil-ho: The Dawning Rage     | Yang Hee-sook            |                    | [ 34 ]        |
| 2020 | Diva                            | Soo Jin                  |                    | [ 35 ]        |
| 2024 | Firefighters                    | Seo-hee, paramédica      |                    | [ 36 ] [ 37 ] |

## Premios y nominaciones
| Año  | Premio                                         | Categoría                                                 | Trabajo                          | Resultado | Ref.          |
| ---- | ---------------------------------------------- | --------------------------------------------------------- | -------------------------------- | --------- | ------------- |
| 2014 | 14.º Festival Internacional de Cine de Milán   | Mejor actriz                                              | La última primavera              | Ganadora  | [ 2 ] [ 38 ]  |
| 2015 | 6th KOFRA Film Awards                          | Mejor actriz revelación                                   | La última primavera              | Ganadora  | [ 39 ]        |
| 2015 | 2nd Wildflower Film Awards                     | Mejor actriz revelación                                   | La última primavera              | Nominada  |               |
| 2015 | 24th Buil Film Awards                          | Mejor actriz revelación                                   | La última primavera              | Ganadora  | [ 40 ]        |
| 2015 | 52nd Grand Bell Awards                         | Mejor actriz revelación                                   | La última primavera              | Ganadora  | [ 41 ]        |
| 2015 | 35th Korean Association of Film Critics Awards | Mejor actriz revelación                                   | La última primavera              | Nominada  |               |
| 2015 | 36th Blue Dragon Film Awards                   | Mejor actriz revelación                                   | The Treacherous                  | Ganadora  | [ 42 ]        |
| 2015 | Korea Film Actors Association Awards           | Estrella de cine popular                                  | The Treacherous                  | Ganadora  | [ 43 ]        |
| 2016 | 21st Chunsa Film Art Awards                    | Mejor actriz revelación                                   | The Treacherous                  | Nominada  |               |
| 2016 | 11th Max Movie Awards                          | Mejor actriz revelación                                   | The Treacherous                  | Nominada  |               |
| 2017 | 4th Wildflower Film Awards                     | Mejor actriz                                              | Lo tuyo y tú                     | Nominada  | [ 44 ]        |
| 2018 | SBS Drama Award                                | Mejor actriz revelación                                   | Your Honor                       | Ganadora  | [ 45 ]        |
| 2018 | SBS Drama Award                                | Premio de excelencia, actriz en serie de miércoles-jueves | Your Honor                       | Nominada  |               |
| 2018 | 6th APAN Star Award                            | Mejor actriz revelación                                   | Your Honor                       | Nominada  | [ 46 ]        |
| 2018 | 2nd Seoul Award                                | Mejor actriz revelación (series)                          | Your Honor                       | Nominada  | [ 47 ]        |
| 2019 | Korea Drama Award                              | Premio de excelencia, actriz                              | My Fellow Citizens!'             | Nominada  | [ 48 ] [ 49 ] |
| 2019 | KBS Drama Awards                               | Premio de excelencia, actriz en serie de media duración   | My Fellow Citizens!'             | Nominada  |               |
| 2019 | KBS Drama Awards                               | Mejor actriz revelación                                   | My Fellow Citizens!'             | Nominada  |               |
| 2020 | 7th Wildflower Film Awards                     | Mejor actriz                                              | I Am Home                        | Nominada  |               |
| 2020 | 34th KBS Drama Award                           | Best Actress in One Act/Special/Short Drama               | Drama Special - "Traces of Love" | Ganadora  | [ 50 ]        |

## Vida personal
En diciembre de 2016, Lee confirmó estar en una relación con su coestrella en Lo tuyo y tú, Kim Joo-hyuk hasta su muerte el 30 de octubre de 2017, en una colisión de tráfico.